# Giannakochórion (Imathie)
Giannakochórion (grec moderne : Γιαννακοχώριον) est une localité située dans le dème de Náoussa, dans le district régional d'Imathie, dans la periphérie de Macédoine-Centrale, en Grèce.
Selon le recensement de 2011, elle compte 415 habitants.